# Derby Rzymu w piłce nożnej
Derby Rzymu (wł. Derby di Roma), we Włoszech również Derby della Capitale, Derby del Campidoglio oraz Derby del Cupolone – mecze piłkarskie pomiędzy dwoma włoskimi klubami piłkarskimi pochodzącymi z Rzymu: AS Roma i S.S. Lazio, rozgrywane na Stadio Olimpico. Derby Rzymu są uważane za jedne z najważniejszych we Włoszech obok derbów Mediolanu (Inter Mediolan-AC Milan) i derbów Turynu (Juventus F.C.-Torino Calcio). Rywalizacja odbywa się nie tylko na tle sportowym, ale i kibicowskim.

## Charakterystyka rywalizacji
Lazio i Romę dzielą różnice zarówno socjologiczne, jak i ekonomiczne i poglądowe. Lazio zostało założone spośród ludzi klasy średniej w dzielnicy Prati, a jego kibice zamieszkują głównie północną część Rzymu. Natomiast Roma wywodzi się z biednego południowego rejonu miasta, a kibicuje jej głównie klasa robotnicza, m.in. z dzielnicy Testaccio. Fani Romy zasiadają na południowej trybunie zwanej Curva Sud na Stadio Olimpico, natomiast Lazio na północnej Curva Nord. Kibiców dzieliły niegdyś także poglądy polityczne – tifosim Romy bliżej było do lewicy, podczas gdy Lazio do prawicy.

## Bilans
Stan na 26.01.2020
|            | Serie A | Serie A | Serie A | Serie A | Serie A | Puchar Włoch | Puchar Włoch | Puchar Włoch | Puchar Włoch | Puchar Włoch | Łącznie | Łącznie | Łącznie | Łącznie | Łącznie |
| ---------- | ------- | ------- | ------- | ------- | ------- | ------------ | ------------ | ------------ | ------------ | ------------ | ------- | ------- | ------- | ------- | ------- |
| Z          | R       | P       | G+      | G-      | Z       | R            | P            | G+           | G-           | Z            | R       | P       | G+      | G-      |         |
| AS Roma    | 55      | 60      | 39      | 193     | 150     | 10           | 3            | 7            | 24           | 21           | 65      | 63      | 46      | 217     | 171     |
| S.S. Lazio | 39      | 60      | 55      | 150     | 193     | 7            | 3            | 10           | 21           | 24           | 46      | 63      | 65      | 171     | 217     |

## Statystyka
- Pierwsze derby pomiędzy Lazio a Romą zostały rozegrane 8 grudnia 1929 i zakończyły się zwycięstwem Romy 1:0. Pierwszego gola zdobył Rodolfo Volk
- Pierwsze derby zespół Lazio wygrał 23 października 1932 roku – 2:1, a gole zdobyli Alessandro De Maria i José Castelli dla Lazio, a dla Romy Rodolfo Volk.
- 29 listopada 1953 roku po raz pierwszy derby rozegrano na Stadio Olimpico i zakończyły się one remisem 1:1. Gole zdobyli Carlo Galli (Roma) i Pasquale Vivolo (Lazio).
- Najwyższe zwycięstwo Romy to 5:0 w sezonie 1933/1934, natomiast Lazio – 3:0 w sezonie 2006/2007.
- W sezonie 1997/1998 Lazio wygrało cztery kolejne derby w sezonie: dwa w lidze (3:1 i 2:0) oraz dwa w ćwierćfinale Pucharu Włoch (4:1 i 2:1).

## Rekordy piłkarzy
- Najwięcej meczów w derbach Rzymu rozegrał Francesco Totti – 27. Najwięcej występów dla Lazio zaliczyli Aldo Pulcinelli i Pino Wilson – obaj po 19.
- Najwięcej goli w derbowych spotkaniach zdobyli Dino Da Costa i Marco Delvecchio z Romy – obaj po 9. Natomiast najlepszym strzelcem Lazio jest Silvio Piola, który 6-krotnie pokonał bramkarza rywali.
- Rekord zdobytych goli w jednym meczu należy do Vincenzo Montelli, który zdobył ich 4 w meczu rozegranym 11 marca 2002, a Roma wygrała wówczas 5:1.
- Arne Selmosson jest jedynym piłkarzem, który zdobył gole w derbach zarówno dla Romy i Lazio.
- Piłkarze, którzy wystąpili w derbach w barwach Lazio i Romy: Fulvio Bernardini, Luigi Di Biagio, Attilio Ferraris, Diego Fuser, Lionello Manfredonia, Siniša Mihajlović, Angelo Peruzzi, Arne Selmosson i Sebastiano Siviglia.

## Incydenty
Pierwszym poważnym incydentem w derbowym meczu był ten z 1979 roku, gdy kibic Lazio Vincenzo Paparelli, który zmarł zostając trafionym racą w oko. Paparelli stał się pierwszą ofiarą kibicowskich zamieszek we Włoszech. Natomiast 21 marca 2004 roku derbowe spotkanie zostały przerwane po tym, jak fani Romy przekazali nieprawdziwą informację o śmierci dziecka zabitego przez policję podczas meczu. Mecz został odwołany, jednak poza stadionem doszło do zamieszek kibiców z policjantami, w wyniku czego 150 funkcjonariuszy i kibiców zostało rannych. Policja użyła gazów łzawiących, a pod stadionem kibice spalili kilkadziesiąt pojazdów. Spotkanie zostało dokończone przy pustych trybunach 28 marca i zakończyło się remisem 1:1.